# Omar Gamal
Omar Gamal (Minya, 16 de setembro de 1982) é um futebolista profissional egípcio que atua como atacante.

## Carreira
Omar Gamal representou o elenco da Seleção Egípcia de Futebol no Campeonato Africano das Nações de 2008.

## Títulos
Seleção Egípcia
- Campeonato Africano das Nações: 2008.